# Instytut Filozofii Uniwersytetu Zielonogórskiego
Instytut Filozofii Uniwersytetu Zielonogórskiego – jeden z 6 instytutów Wydziału Humanistycznego Uniwersytetu Zielonogórskiego. 

## Poczet dyrektorów
1. dr hab. Krzysztof Kaszyński (1995–1996)
2. prof. dr hab. Andrzej Wiśniewski (1996–1999)
3. prof. dr hab. Kazimierz Jodkowski (1999–2002)
4. dr hab. Krzysztof Kaszyński (2002–2005)
5. prof. dr hab. Lilianna Kiejzik (2005–2017)
6. dr hab. Jacek Uglik (od 2017)

## Władze Instytutu
W kadencji 2020–2024:
| Stanowisko   | Imię i nazwisko     |
| ------------ | ------------------- |
| Dyrektor     | dr hab. Jacek Uglik |
| Wicedyrektor | dr Dariusz Sagan    |

## Historia
Historia Instytutu Filozofii sięga roku 1995, w którym został on utworzony w miejsce istniejącego Zakładu Filozofii Instytutu Pedagogiki Społecznej na Wydziale Pedagogiki, Wyższej Szkoły Pedagogicznej im. Tadeusza Kotarbińskiego w Zielonej Górze. W roku akademickim 1996/1997 zostały otwarte w WSP TK stacjonarne, pięcioletnie studia magisterskie w zakresie filozofii. W roku akademickim 2000/2001 zostały uruchomione 3-letnie licencjackie studia zawodowe w zakresie filozofii ze specjalnością wiedza o społeczeństwie, a w roku akademickim 2003/2004 dodatkowo pięcioletnie studia magisterskie w zakresie filozofii ze specjalnością komunikacja i współdziałanie społeczne.

## Samodzielni pracownicy naukowi
- prof. dr hab. Lilianna Kiejzik
- prof. dr hab. Tomasz Skura
- dr hab. Piotr Bylica
- dr hab. Joanna Dudek
- dr hab. Krzysztof Kilian
- prof. dr hab. Stefan Konstańczak
- dr hab. Tomasz Mróz
- dr hab. Roman Sapeńko
- dr hab. Jacek Uglik
- prof. dr hab. Kazimierz Jodkowski (profesor emerytowany)